# Marea Jamahirie Arabă Socialistă Populară Libiană
Marea Jamahirie Arabă Socialistă Populară Libiană a fost numele Libiei în perioada 1977–2011, când Muammar al-Gaddafi a căutat să impună mai mult socialismul. Gaddafi a devenit liderul de facto al țării pe septembrie 1969 după ce a condus un grup de tineri ofițeri militari libieni împotriva regelui Idris I într-o lovitură de stat. După ce regele a fugit din țară, Consiliul Comandamentului Revoluției Libiene (CRC), condus de Gaddafi, a abolit monarhia și proclamat noua Republică Arabă Libiană cu motto-ul "libertate, socialism și unitate".
După venirea la putere, guvernul CRC a inițiat un proces de direcționare a fondurilor spre furnizarea de educație, sănătate și locuințe pentru toți. Reformele, deși nu în totalitate eficiente, au avut efectul lor. Educația publică din țară este gratuită și educația primară este obligatorie atât pentru băieți cât și pentru fete. Asistență medicală este, de asemenea, la dispoziția publicului, la nici un cost, ci facilitarea accesului la locuințe pentru toți este o sarcină a guvernului CRC nu a fost în măsură să finalizeze încă. În 1977, Gaddafi a redenumit statul libian în Jamahiriya Arabă Socialistă Populară Libiană, în cazul în care acesta este un termen inventat de Gaddafi, de obicei tradus ca "stat al maselor".
La începutul anului 2011, un război civil a izbucnit în contextul mai larg generat de Protestele din Africa și Orientul Mijlociu din 2010–2011. Forțele Anti-Gaddafi au format un comitet denumit Consiliul Național de Tranziție, la 27 februarie. Acesta a fost menit să acționeze ca o autoritate intermediară în zonele controlate de rebeli. După o serie de atrocități și crime de război, precum și amenințarea de masacre în continuare, o coaliție multinațională condusă de forțele NATO a intervenit la 21 martie susținând că au venit cu scopul de a proteja civilii împotriva atacurilor de către forțele regimului. Curtea Penală Internațională a emis un mandat de arestare împotriva lui Gaddafi și a anturajul său, la 27 iunie 2011. Gaddafi a fost înlăturat de la putere în urma căderii Tripoliului la 20 august 2011, deși buzunarele de rezistență deținute de forțele loiale regimului Gaddafi au fost ținute în afară, timp de două luni mai mult, mai ales în orașul natal a lui Gaddafi, Sirt, care a fost declarată noua capitală a Libiei la 1 septembrie 2011, căderea orașelor rămase sub controlul forțelor pro-Gaddafi și de capturarea Sirteului pe 20 octombrie, precum și moartea concomitentă a lui Gaddafi, a marcat sfârșitul Jamahiryei Arabe Libiene.

## Nume
Jamahiriya (Arabă: جماهيرية) este un termen arab, în general, tradus ca "stat al maselor"; Lisa Anderson [19] a sugerat ca traducere "stat al maselor", ca o aproximare rezonabilă a sensului termenului destinat de către Gaddafi. Termenul nu apare în acest sens, în Cartea Verde Muammar al-Gaddafi din 1975. Arabă nisba-adjectiv: جماهيرية ("masă-," a maselor ") are loc numai în partea a treia, publicată în 1981, în expresia إن الحركات التاريخية هي الحركات الجماهيرية, tradus în ediția engleză ca "mișcările istorice sunt mișcările de masă".
Jamāhīriyyah a fost derivat din jumhūriyyah, care este traducerea arabă obișnuită la "republică". Acesta a fost inventat de schimbarea din jumhūr - "public" - la forma de plural, jamāhīr -"masele". Astfel, acesta este similar cu termenul Republicii Populare. Acesta este adesea lăsată netradusă în limba română, cu numele de forma lungă, astfel, pronunțată ca Marea Jamahirie Arabă Libiană Populară Socialistă .
După bombardarea 1986 de către administrația Reagan, Gaddafi a adăugat specificatorul de "Mare" (al-ʿ Uẓmā العظمى) la denumirea oficială a țării.

## Militar

### Războiul contra Ciadului și Egiptului
Încă din 1969, Gaddafi a pornit o campanie împotriva Ciadului. Libia a fost implicată într-un litigiu teritorial, uneori violent, cu Ciadul asupra Fâșiei Aouzou, pe care Libia a ocupat-o în 1973. Această dispută a dus în cele din urmă la invazia libiană a țării și la un conflict care a fost încheiat printr-o încetare a focului în 1987. Litigiul a fost în cele din urmă stabilit pașnic în iunie 1994, când Libia a retras trupele din Ciad ca urmare a unui ordin al Curții Internaționale de Justiție, emis la 13 februarie 1994.
Aventurile libiene în Ciad au eșuat, de exemplu, incursiunea prelungită a trupelor libiene în Fâșia Aozou în nordul Ciadului începută în 1976 a fost în cele din urmă respinsă în 1987, când SUA și trupele franceze au ajutat forțele rebele din Ciad și guvernul condus de fostul ministru al apărării Hissein Habré la victoria Ciadului, în așa-numitul război Toyota. Gaddafi expediază armata sa peste graniță, în Egipt în 1977, dar forțele egiptene au luptat în războiul libian-egiptean și Gaddafi a trebuit să se retragă.

### Legiunea Islamică
În 1972, Gaddafi a creat Legiunea Islamică ca un instrument de a unifica și arabiza zona. Prioritatea Legiunii a fost mai întâi asupra Ciadului și apoi a Sudanului. În Darfur, o provincie din vestul Sudanului, Gaddafi a susținut crearea Adunării arabe (Tajammu Al-Arabi), care în conformitate cu Gérard Prunier a fost "o organizație militară rasistă și pan-Arabistă care a subliniat" caracterul arab al provinciei.
Acestă legiune islamică a fost cea mai mare parte compusă din imigranți din țările mai sărace Sahelian, dar, de asemenea, în conformitate cu o sursă, mii de pakistanezi, care au fost recrutați în 1981 cu promisiunea falsă de locuri de muncă civili în Libia o dată generală. Vorbind, membrii Legiunii au fost imigranți care au plecat către Libia fără să se gândească la războaie, și au fost prevăzuți cu pregătire militară inadecvată și a avut angajament rar. Un jurnalist francez, vorbind de forțele legiunii în Ciad, a observat că ei erau "străini, arabi sau africani, mercenari în ciuda faptului că ei înșiși, nenorociții care au venit în Libia în speranța de a găsi un loc de muncă civil, dar s-au găsit semnat mai mult sau mai puțin de forța de a merge și a lupta într-un deșert necunoscut ".

## Relații internațioanale

### Africa
Gaddafi a întreținut relații bune cu președintele ugdanian, Idi Amin, cu care și-a căsătorit fiica, dar ea a divorțat de Amin. Trupele libiene au luptat, în numele lui Amin, împotriva Tanzaniei. Aprox. 600 de soldați libieni și-au dat viața pentru a apăra președinția lui Amin. El, când a fost exilat, s-a mutat din Ugdana în Libia, înainte să-și găsească casă în Arabia Saudită.
De asemenea, Gaddafi s-a aliat cu Jean-Bédel Bokassa, "împăratul" Africii Centrale, și Haile Mariam Mengistu, președintele Etiopiei.
În Libia, a fost antrenat dictatorul liberian, Charles Taylor, acuzat de crime de război și crime contra populației, comise în Sierra Leone.
Gaddafi a intervenit militar în Republica Centrafricană, să-și protejeze aliatul Ange-Félix Patassé.